# طرخشقون جاوي
طرخشقون جاوي (باللاتينية: Taraxacum javanicum) هو نوع نباتي يتبع جنس الطرخشقون من القبيلة الشيكورية.